# Студентська республіка
ВМГО «Студентська республіка» — всеукраїнська молодіжна громадська організація.

## Загальна інформація
Всеукраїнська молодіжна громадська організація «Студентська республіка» зареєстрована Міністерством юстиції України 22 травня 2006 року. Першим головою організації став Володимир Крутько.
Основними напрямами діяльності ВМГО «Студентська республіка» є проведення Міжнародної програми «Студентська республіка», що має на меті сформувати та підготувати молодь до дорослого життя, реалізується від рівня вишу до фінального етапу (в кожному регіоні); розвиток студентського самоврядування та активності; налагодження ефективної співпраці з студентством України і світу.
Найрезонанснішими проєктами є: циклічна щорічна програма «Студентська республіка», «Кращий студент України» (раніше «Студент року»), «Зимова Студреспубліка», Громадянські лекторії, «Новий старт», соцпроєкт «Кошик», «Антикорупційний молодіжний театр» та ін.
Місією організації є виховання поколінь здатних вільно мислити, свідомих лідерів/ок для України як повністю суверенної держави.
Мета діяльності організації полягає у покращенні життя українського студентства й інших категорій українського народу, розвитку молодого покоління та захисті прав й інтересів молоді України.
Студреспубліка активно співпрацює з Українським молодіжним форумом, іншими громадськими мережами й організаціями, у тому числі міжнародними. Важливим завданням Студреспубліка вважає поширення досвіду своєї діяльності й в інших країнах.
Голова організації — Павло Вікнянський [Архівовано 21 січня 2022 у Wayback Machine.].

## Історія
Вперше програма «Студентська республіка» була проведена у рамках святкування Дня молоді 1998 р. у м. Києві. Зважаючи на значний резонанс, уже з 1999 р. «Студентська республіка» здійснюється як всеукраїнський проєкт, тобто на рівні кожного регіону України. З 2002 р. програма підтримується профільними органами державної влади, відповідальними за реалізацію освітньої та молодіжної політики. З 2004 р. у Криму (окрім 2014 р., 2016‒2020 рр.), на узбережжі моря, проводиться фінальна частина програми за участі найактивніших студентських лідерів/ок, громадянських активістів/ок та експертів/ок-інтелектуалів/ок, які презентують усі регіони України, також присутні іноземні гості. У 2006 р. програма була вперше проведена у форматі мульти-фестивалю. В 2007 р. узятий курс на міжнародний формат Студреспубліки.
Теми літніх циклів і, зокрема, фіналів Студреспубліки:
- «Онтологія українця» (2009 р.);
- «Ідеологія майбутнього» (2010 р.);
- «Україна у топ-20. Війна і мир цивілізацій» (2011 р.);
- «Україна моєї мрії» (2012 р.);
- «Майбутнє: від мрії до реального плану дій» (2013 р.);
- «Модель України в умовах нового світового порядку» (2014 р.);
- «Програма модернізації України» (2015 р.);
- «Позитивні сценарії модернізації України: роль громад і молоді» (2016 р.);
- «Освіта — ключовий напрямок нової індустріалізації України» (2017 р.);
- «Як досягти прогресу і миру в Україні та на планеті» (2018 р.);
- «Суб'єкт модернізації — відповідальність Покоління» (2019 р.);
- «Надзусилля для прогресу та справедливості» (2020 р.)
- «Інакша Україна — для Нового світу» (2021 р.).

## Переможці програми
Студентські президенти України
- 2004 — Євгеній Бакланов (Полтава, Українська медична стоматологічна академія)
- 2005 — Олексій Чорний (Одеса, Одеський державний економічний університет)
- 2006 — Павло Краснобріжий (Дніпро, Дніпропетровський університет залізничного транспорту ім. академіка В.Лазаряна)
- 2007 — Іван Омелян (Тернопіль, Харківський гуманітарний університет «Народна українська академія»)
- 2008 — Роман Скок (Полтава, Полтавська державна аграрна академія)
- 2009 — Ірина Тіщенко (Одеса, Одеський державний економічний університет)
- 2010 — Олег Соколик (Миколаїв, Чорноморський державний університет імені Петра Могили)
- 2011 — Андрій Кравець (Чернівці, Буковинська державна фінансова академія)
- 2012 — Володимир Палагнюк (Чернівці, Чернівецький національний університет ім. Юрія Федьковича)
- 2013 — Микола Дмитрієв (Миколаїв, Чорноморський державний університет ім. Петра Могили)
- 2014 — Василь Томчишин, (Тернопіль, Тернопільський національний економічний університет)
- 2015 — Олександра Телегузова (Вінниця, Вінницький національний медичний університет ім. М. І. Пирогова)
- 2016 — Михайло Ананченко (Суми, Сумський державний педагогічний університет ім. А. С. Макаренка)
- 2017 — Андрій Іваницький (Дніпро, Дніпровський національний університет ім. Олеся Гончара)
- 2018 — Тимур Нижніковський (Миколаїв, Національний університет кораблебудування ім. адмірала Макарова)
- 2019 — Владислав Маєр (Чернівці, Чернівецький національний університет ім. Юрія Федьковича)
- 2020 — Рахмі Карабулут (Миколаїв, Чорноморський національний університет імені Петра Могили)
- 2021 — Олександр Мамай (Полтава, Полтавський державний медичний університет)

## Завдання програми
- Формування у студентської молоді навичок громадської участі через моделювання політичних процесів у ході проведення проєкту.
- Залучення нових активістів до організованого молодіжного руху.
- Активізація впливу молоді на процеси ухвалення рішень.
- Сприяння розвитку студентського самоврядування.
- Популяризація надсучасних форм змістовного дозвілля молоді.
- Пропаганда здорового способу життя.
- Сприяння міжнародній мобільності молоді.
- Здійснення діалогу між молоддю різних регіонів України
- Обговорення актуальних проблем сьогодення в державі.

## Механізм реалізації
«Студентська республіка» відбувається в форматі мульти-фестивалю, тобто кілька суб-фестивалів навколо центральної події — організаційно-діяльнісної гри (ОДГ). Суб-фестивалі відбуваються в один час і в одному місці.
У ході проведення ОДГ створюється квазі-державне молодіжне утворення «Студентська республіка», що має свої закони, органи влади, територію, валюту й інші атрибути держави.
Згідно з законодавством «Студентської республіки» в квазі-державі оголошуються вибори, створюється ЦВК, формуються «політичні партії», проводиться повноцінна виборча компанія з її кульмінацією — голосуванням. Суть — здійснити моделювання усіх політико-правових та економічних процесів, що відбуваються у суспільстві як під час виборів, так і в «мирний» час.
На регіональному рівні результатом гри є вибори Студентського мера та депутатів Студентського магістрату. Переможці регіональних етапів їдуть на фінальну частину. Підсумком всеукраїнської гри є вибори Студентського президента та Студентського парламенту.
Гра супроводжується проведенням 20 різноманітних суб-фестивалів. Серед яких: конкурс краси «Перша Леді», «Квест», «Мафія», Фестиваль аматорського відео, Фото-конкурс, «Нічна туса», «Дебати», «Республікада», «Глоубел флеш-моб», «Денна туса», «Добрі люде», Інтелектуальні ігри, «Кубок КВН», «Леся-фест», «Містер Студреспубліки», Music Live Awards, «Настільні ігри», «Екстер-фест», «Робо-фест», «Татлін-фест» тощо.
Всі інші вимоги та правила, які торкаються проєкту, визначаються всеукраїнським оргкомітетом.
Програма проходить у чотири етапи:
- Вишівський.
- Регіональний.
- Всеукраїнський.
- Міжнародний.

## Найбільш резонансні проєкти
- циклічна щорічна програма «Студентська республіка» [Архівовано 1 березня 2013 у Wayback Machine.]
- «Зимова Студреспубліка» [Архівовано 11 квітня 2013 у Wayback Machine.]
Теми ЗиСР:
- «Шлях від успішного лідера молодіжного середовища до ефективної особистості у житті» (ЗиСР-I, 2009);
- «Оптимальна для українця модель соціальної взаємодії (громадські організації та політичні партії нового типу)» (ЗиСР-II, 2010);
- «Команда майбутнього» (ЗиСР-III, 2011);
- «Республіка як вихід з кризи державотворення» (ЗиСР-IV, 2012);
- «Які кроки необхідно передбачити, щоб вийти з кризи та стати лідерами в передових трендах майбутнього» (ЗиСР-V, 2013);
- «Наступний крок (для України та світу)» (ЗиСР-VI, 2014);
- «Прихід до влади політичних суб'єктів нового типу з метою радикальної модернізації України» (ЗиСР-VII, 2015);
- «Альтернативні курси розвитку України» (ЗиСР-VIII, 2016);
- «Нова індустріалізація України» (ЗиСР-IX, 2017);
- «Україна і людство: що ми можемо зробити для Світу?» (ЗиСР-X, 2018);
- «Нові прогресивні форми солідарності в Україні, Європі та світі» (ЗиСР-XI, 2019);
- «Прогрес між еволюцією та революцією» (ЗиСР-XII, 2020);
- «(Р)еволюційний план для прогресу України та людства» (ЗиСР-XIII, 2021);
- «Перетворення України та світу» (ЗиСР-XIV, 2022)

- Громадянські лекторії [Архівовано 27 березня 2020 у Wayback Machine.]
Теми ГЛ:
- «Громадянин, громада і держава» (Полтава);
- «Гуманістичні цінності як шлях до цивілізованого суспільства» (Суми);
- «Інноваційний прорив і „нова індустріалізація“ як складові модернізації України» (Київ);
- «Прогресивна адженда для людства — й українська суб'єктність» (Київ);
- «Свобода слова в умовах безпекових викликів: чому не можна її обмежувати» (Київ);
- «Політика пам'яті як політика для живих» (Київ)

- «Кращий студент України» [Архівовано 21 січня 2022 у Wayback Machine.] (спільно з НДЛМ)
- соцпроєкт «Кошик» [Архівовано 1 квітня 2019 у Wayback Machine.]
- «Антикорупційний молодіжний театр» [Архівовано 11 квітня 2013 у Wayback Machine.] та ін.